# Контуш

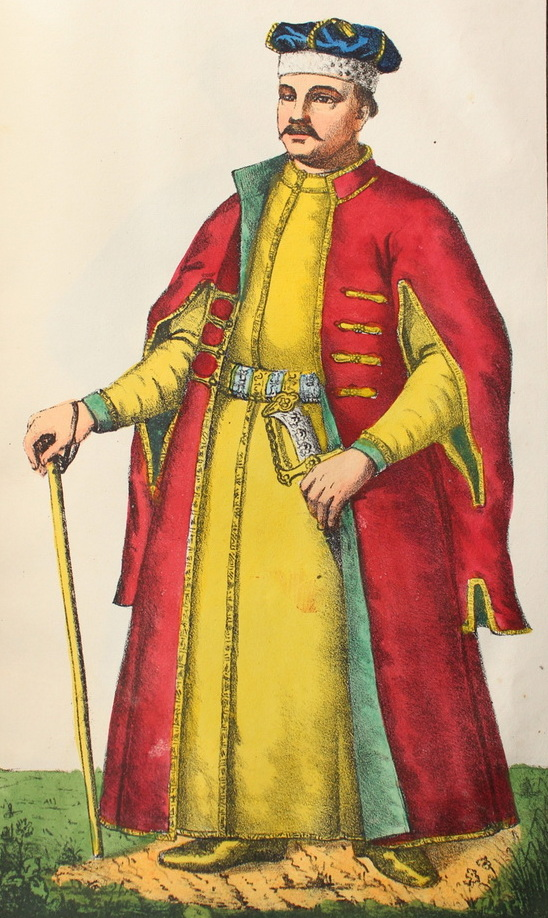
Худ. Т. Калинский. Украинский шляхтич в контуше

Ко́нтуш (пол.), ку́нтуш (укр.), кунту́ш (бел.) — верхняя мужская или женская одежда с отрезной приталенной спинкой и небольшими сборками и отворотами на рукавах.

## История
В Украину пришёл из Венгрии через Польшу, заимствованный от крымских татар. Вместе с жупаном стал традиционной одеждой состоятельных людей (шляхты). Шили из сукна, позже из шёлка (иногда подшивали мехом), яркого, но более тёмного, чем жупан, цвета.
Рукава узкие, воротник отложной двубортный, на груди открыт, в талии застёгивался крючком, без пояса (кушака). Длинный, ниже колен. Рукава свободно свисали или закидывались за плечи. С 1776 года по 1780 год кунтуш был польским военным мундиром.
Также кунтуш — женская и мужская одежда с прорезными рукавами, которую носили поверх жупана, подпоясывая поясом из дорогой ткани, наподобие слуцкого. Носили обычно расстёгнутым, чтобы был виден жупан.

...

В кунтушах и в чекменях,

С чубами, с усами,

Гости едут на конях,

Машут булавами,

...— Алексей Константинович Толстой, «Колокольчики мои…»